# Poliana Okimoto
Poliana Okimoto (ur. 8 marca 1983 w São Paulo) – brazylijska pływaczka długodystansowa, brązowa medalistka igrzysk olimpijskich (2016) i mistrzyni świata na 10 km na otwartym akwenie.

## Kariera
W 2008 roku podczas igrzysk olimpijskich w Pekinie zajęła siódmą lokatę na 10 km kobiet. Kilka miesięcy wcześniej uczestniczyła również w mistrzostwach świata na wodach otwartych w Sewilli.
Na mistrzostwach świata w Rzymie zdobyła brązowy medal na 5 km na otwartym akwenie.
Z mistrzostw świata w Barcelonie w 2013 roku wróciła z trzema medalami. Na dystansie 10 km została mistrzynią świata, a na 5 km na otwartym akwenie zdobyła srebrny medal. Wywalczyła także brąz w wyścigu drużynowym 3 × 5 km.
Podczas igrzysk olimpijskich w Rio de Janeiro w 2016 roku zdobyła brązowy medal w konkurencji 10 km na otwartym akwenie. Okimoto dopłynęła na metę czwarta, ale po dyskwalifikacji Francuzki Aurélie Muller awansowała na trzecie miejsce. Wywalczyła tym samym jedyny medal w pływaniu dla gospodarzy igrzysk.